# 1922 w Wojsku Polskim
Kalendarium Wojska Polskiego 1922 – wydarzenia w Wojsku Polskim w roku 1922.

## Styczeń
- W kawalerii zmieniono barwę daszków u czapek na czarne[1].

1 stycznia
- Ministerstwo Spraw Wojskowych wprowadziło pokojową organizację Marynarki Wojennej.
- Minister rolnictwa i dóbr państwowych Józef Raczyński „wobec prawie zupełnego zlikwidowania księgosuszu w Polsce” zwolnił ppłk. lek. wet. Kazimierza Zagrodzkiego ze stanowiska naczelnego komisarza do walki z księgosuszem oraz zlikwidował kordon weterynaryjny z równoczesnym zwolnieniem żandarmerii oddanej do jego dyspozycji przez ministra spraw wojskowych[2].
- W stan spoczynku został przeniesiony pułkownik lekarz doktor Stefan Kuryłłowicz[3].
- Komandor Otton Metzgier objął po komandorze podporuczniku Bogdanie Jarocińskim dowodzenie Flotyllą Wiślaną.

4 stycznia
- Wręczono chorągiew 73 Pułkowi Piechoty[4].

26 stycznia
- W Dzienniku Personalnym Ministerstwa Spraw Wojskowych została opublikowana lista 550 oficerów, którym Ogólna Komisja Weryfikacyjna na posiedzeniach w dniach 30 listopada i 2 grudnia 1921 roku przyznała prawo do „posunięcia w stopniu przy weryfikacji” na podstawie art. 11 ustawy z dnia 2 sierpnia 1919 roku o ustaleniu starszeństwa i nadaniu stopni oficerów WP. Wymienieni oficerowie zostali wyłonieni spośród 852 oficerów zasługujących na awans, w ocenie Komisji generała porucznika Władysława Sikorskiego. Komisja ta została powołana rozkazem Naczelnego Wodza. Jej zadaniem było „wysunięcie w stopniach i starszeństwie oficerów z formacji frontowych za zasługi bojowe i organizacyjne”. Komisja gen. Sikorskiego nie opiniowała oficerów w stopniach pułkowników. Z całej Dywizji Syberyjskiej komisja gen. Sikorskiego zaproponowała, a Ogólna Komisja Weryfikacyjna zaakceptowała, tylko siedmiu poruczników do awansu na kapitana i czterech podporuczników do awansu na porucznika. W grupie tej znaleźli się porucznicy: Tadeusz Brąglewicz, Jan Czechowski, Jan Czesław Jankowski, Feliks Robakiewicz, Józef Ullman, Piotr Wasilewski i Stanisław Sztarejko oraz podporucznicy: Mieczysław Markiewicz, Adam Morbitzer, Józef Waligórski i Stefan Chlebowski. Jedynym oficerem żandarmerii był rotmistrz Bronisław Witecki wysunięty do awansu na majora[5].

## Marzec
1 marca

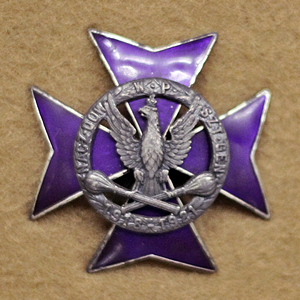
Odznaka pamiątkowa 1-go ND (SG) WP

- Zgodnie ze statutem został rozwiązany komitet odznaki pamiątkowej 1-go Naczelnego Dowództwa (Sztabu Generalnego) WP. Uprawnionych do otrzymania odznaki było 827 żołnierzy i urzędników wojskowych oraz osób cywilnych[6].

## Kwiecień
11 kwietnia
- Kierownik Ministerstwa Spraw Wojskowych generał porucznik Kazimierz Sosnkowski zezwolił by Dowództwo Pociągu Pancernego Nr 14 „Zagończyk” używało nieurzędowo, tj. jako banderę,  chorągiew ofiarowaną przez hrabinę Krasicką[7] → Polskie pociągi pancerne.

12 kwietnia
- Naczelnik Państwa mianował doktora Jana Waygarta szefem Wojskowej Kontroli Generalnej w Ministerstwie Spraw Wojskowych.

18 kwietnia
- Wręczono chorągiew 77 Pułkowi Piechoty[8].

19 kwietnia
- Wręczono chorągiew 86 Pułkowi Piechoty[9].
- W Wilnie marszałek Józef Piłsudski wręczył sztandar 4 pułkowi ułanów[10].

20 kwietnia
- Wojskowa stacja radiotelegraficzna w Krakowie została przekazana Ministerstwu Poczt i Telegrafów[11] (zobacz Kalendarium historii radiofonii w Polsce).

28 kwietnia
- Weszło w życie rozporządzenie Rady Ministrów z dnia 3 kwietnia 1922 roku o marynarce wojennej[12] (zobacz Marynarka Wojenna (II RP)).

## Maj
- Naczelnik Państwa mianował doktora Jana Waygarta podsekretarzem stanu w Ministerstwie Spraw Wojskowych.

3 maja
- Naczelnik Państwa i Naczelny Wódz Pierwszy Marszałek Polski Józef Piłsudski zatwierdził dekretem L. 19400/O.V. „listę starszeństwa i stopni oficerów zawodowych Wojska Polskiego ze starszeństwem:

a) tych którzy zostali mianowani podporucznikami po ukończeniu polskich Szkół wojskowych - stosownie do czasu ukończenia tych Szkół,
b) wszystkich innych - od 1 czerwca 1919 r.”
Lista Generałów została „ustalona, zgodnie z wnioskiem Ogólnej Komisji Weryfikacyjnej przez Ścisłą Radę Wojenną”, natomiast lista starszeństwa i stopni oficerów zawodowych została „zestawiona i przedłożona” Józefowi Piłsudskiemu przez Ogólną Komisję Weryfikacyjną.
- Wręczono chorągiew 63 Toruńskiemu Pułkowi Piechoty[14].

4 maja
- Na łamach „Polski Zbrojnej” Minister Spraw Wojskowych ogłosił rozkaz pochwalny dla Ogólnej Komisji Weryfikacyjnej[15].

5 maja
- Weszła w życie ustawa z dnia 23 marca 1922 roku o podstawowych obowiązkach i prawach oficerów Wojsk Polskich[16]. Ustawa obowiązywała do dnia 18 marca 1937 roku, kiedy to wszedł w życie dekret Prezydenta RP z dnia 12 marca 1937 roku o służbie wojskowej oficerów[17].

14 maja
- Wręczono chorągiew 74 Pułkowi Piechoty[18].
- Wręczono chorągiew 75 Pułkowi Piechoty[19].

23 maja
- Kierownik Ministerstwa Spraw Wojskowych, generał porucznik Kazimierz Sosnkowski zatwierdził Tymczasowy Statut Szkoły Podchorążych typu pokojowego i Tymczasowy Statut Centralnej Szkoły Żandarmerii[20].

24 maja
- Minister spraw wojskowych rozkazem L. 4200/Org. zatwierdził organizację służby duszpasterstwa na czas pokoju[21]. Organizacja służby duszpasterstwa wyznania katolickiego na czas pokoju została zatwierdzona przez ministra rozkazem L. 4000/Org. z 18 listopada 1921.

29 maja
- Minister Spraw Wojskowych, generał dywizji Kazimierz Sosnkowski ogłosił listę starszeństwa oficerów zawodowych Wojska Polskiego zatwierdzoną dekretem Naczelnika Państwa z dnia 3 maja 1922 r. Lista została opublikowana jako załącznik do Dziennika Personalnego Ministerstwa Spraw Wojskowych Nr 13 z 8 czerwca 1922 roku.

31 maja
- Naczelnik Państwa dekretem Nr 23800.V.O. polecił, przy wyborze na stanowiska etatowe oficerów równych stopni, brać przede wszystkim pod uwagę ich przydatność służbową, a nie tylko ich lokaty na liście starszeństwa oficerów. W związku z powyższym minister spraw wojskowych rozkazem O. V. L. 23840.O uregulował stosunek przełożeństwa i starszeństwa w sposób następujący: przy równych stopniach przełożeństwo / starszeństwo służbowe związane było z funkcją i niezależne od lokaty danego oficera na liście starszeństwa, natomiast przy równych stopniach i równych funkcjach  w obrębie danego korpusu osobowego decydowało starszeństwo według listy[22].

## Czerwiec
- Wprowadzono poprawki w „Organizacji pułków piechoty - czas pokojowy” O.I.Szt.Gen. L.13800 i L.8329/Org. polegające na zniesieniu stanowiska referenta wyszkolenia pułku piechoty i ustanowieniu etatowego stanowiska zastępcy dowódcy pułku zaszeregowanego do stopnia podpułkownika. Kierownictwo i pełną odpowiedzialność za wyszkolenie pododdziałów ponosił dowódca pułku. „Odpowiedzialność przed dowódcą dywizji ponosił za pułk tylko dowódca pułku”. Zakres działania zastępcy dowódcy określał dowódca pułku, przed którym był on całkowicie odpowiedzialny[23]. Minister Spraw Wojskowych, generał dywizji Kazimierz Sosnkowski rozporządzeniem O.V.L.28723/V.E.G. z dnia 10 lipca 1922 roku zatwierdził 90 oficerów na stanowiskach zastępców dowódców pułków piechoty oraz tego samego dnia rozporządzeniem L.7963/I. Pres. Dep. I zatwierdził obsadę dowódców batalionów i dowódców kadr[24].

17 czerwca
- Wręczono chorągiew 24 Pułkowi Piechoty[25].

23 czerwca
- Minister Spraw Wojskowych wziął udział w uroczystym poświęceniu pierwszych karabinów Mauser wz. 98 wykonanych w Państwowej Fabryce Karabinów w Warszawie[26]

27 czerwca
- Minister Spraw Wojskowych zalecił do użytku „wzór statutu Wojskowego Klubu Sportowego zawiązywanego w myśl instrukcji o prowadzeniu pracy sportowej w wojsku”[27].

28 czerwca
- Szef Sztabu Generalnego gen. dyw. Władysław Sikorski złożył szefowi Imperialnego Sztabu Generalnego kondolencje z powodu tragicznej śmierci marszałka polnego sir Henry’ego Wilsona, zamordowanego 22 czerwca w Londynie przez członków IRA[28].

29 czerwca
- W Warszawie zmarł mjr san. Kazimierz Listowski, dowódca Oddziału Sanitarnego Szpitala Okręgowego Nr I, kawaler Krzyża Walecznych, obrońca Lwowa, podchorąży PDS, członek „Zarzewia” i harcerstwa polskiego. 1 lipca został pochowany na Cmentarzu Wojskowym na Powązkach[29]. 4 listopada 1933 został pośmiertnie odznaczony Krzyżem Niepodległości[30]. Major Listowski urodzony w 1892 roku, w Stanisławowie, w czasie I wojny światowej walczył w szeregach c. i k. Armii. Ranny dostał się do rosyjskiej niewoli. W 1919 roku na froncie litewsko-białoruskim zorganizował pierwszy w Wojsku Polskim oddział sanitarny. Następnie jako kierownik Referatu Mobilizacyjnego w Departamencie Sanitarnym MSWojsk. położył podwaliny pod organizację wojskowej służby zdrowia[31].

## Lipiec
- Wybuch w prochowni w Rzeszowie. W wyniku wybuchu pociski artyleryjskie eksplodowały na terenie wsi Pobitno. Pożar strawił wieś[32].

1 lipca
- Ukazał się pierwszy (podwójny) numer tygodnika „Wojskowy Przegląd Spółdzielczy”, organu prasowego Centralnej Spółdzielni Wojskowej pod redakcją J. K. Szczeblewskiego[33].

6 lipca
- W Doświadczalnym Centrum Wyszkolenia Armii w Rembertowie, w obecności szefa Sztabu Generalnego generała dywizji Władysława Sikorskiego, zakończyły się kursy dowódców batalionów oraz dowódców pułków i piechoty dywizyjnej. Oba kursy ukończyło łącznie 75 oficerów, w tym 40 dowódców batalionów[34].

27 lipca
- Na łamach „Polski Zbrojnej” opublikowany został rozkaz ministra spraw wojskowych gen. dyw. Kazimierza Sosnkowskiego „Przypomnienie obowiązku dowódców opiekowania się żołnierzem”. Rozkaz zawierał szereg przepisów, które miały być zamieszczone w opracowywanym wówczas Regulaminie Służby Wewnętrznej[35].

## Sierpień
1 sierpnia
- Pułkownik Edmund Pedenkowski został przeniesiony na stanowisko dowódcy 3 Pułku Wojsk Kolejowych.
- Pułkownik Marian Kozłowski został przeniesiony na stanowisko dowódcy 2 Pułku Wojsk Kolejowych.

2 sierpnia
- W Marynarce Wojennej rozpoczął służbę torpedowiec ORP „Mazur”.

12 sierpnia
- Na lotnisku mokotowskim w Warszawie ppłk pil. Jerzy Kossowski dokonał oblotu samolotu „Stemal III” zbudowanego w Bydgoszczy przez Stefana Malinowskiego[36].

15 sierpnia
- Katastrofa na pokazach lotniczych w Pucku.

25 sierpnia
- Naczelnik Państwa i Naczelny Wódz, marszałek Polski Józef Piłsudski mianował:

szefa Administracji Armii, generała dywizji Józefa Czikla dowódcą Okręgu Korpusu Nr V w Krakowie z dniem 10 września 1922,
dowódcę Okręgu Korpusu Nr V w Krakowie, generała dywizji Aleksandra Osińskiego szefem Administracji Armii z dniem 5 września 1922,
- Minister Spraw Wojskowych mianował pułkownika saperów Stefana Ambroziewicza zastępcą komendanta Obozu Warownego „Modlin”.

## Wrzesień
3 września
- W niedzielę, w Doświadczalnym Centrum Wyszkolenia Armii w Rembertowie odbyła się uroczysta inauguracja III kursu dowódców piechoty dywizyjnej i dowódców pułków oraz dowódców batalionów[37][38][39].

5 września
- Naczelnik Państwa i Naczelny Wódz, marszałek Polski Józef Piłsudski nadał Krzyż Srebrny Orderu Wojskowego Virtuti Militari członkom francuskiej Najwyższej Rady Wojennej: generałowi dywizji Antoniemu Filipowi Tomaszowi Józefowi Baucheron de Boissoudy i generałowi dywizji Marianowi Eugeniuszowi Debeney.

12 września
- Minister Spraw Wojskowych, generał dywizji Kazimierz Sosnkowski „do czasu ustanowienia specjalnej odznaki” zarządził noszenie na furażerkach „orzełka przepisowego, jak na rogatywkach” i jednocześnie zabronił noszenia na furażerkach oznak stopni[40] → Furażerki w Wojsku Polskim

17 września
- Wręczono chorągiew 26 Pułkowi Piechoty[41].

18 września
- Wręczono chorągiew 49 Pułkowi Piechoty[42].

## Październik
1 października
- Minister Spraw Wojskowych przydzielił pułkownika Józefa Sopotnickiego do Dowództwa Okręgu Korpusu Nr VIII w Toruniu na stanowisko szefa sztabu.

10 października
- Szef sztabu Dowództwa Okręgu Korpusu Nr VIII w Toruniu, podpułkownik Sztabu Generalnego Gabriel Kociuba został przeniesiony na stanowisko dowódcy 16 Pułku Artylerii Polowej.

15 października
- Pułkownik Jan Tabaczyński został przeniesiony ze stanowiska dowódcy 42 Pułku Piechoty na stanowisko dowódcy 61 Pułku Piechoty.

17 października
- Marszałek Polski Józef Piłsudski wręczył chorągiew 9 Pułkowi Piechoty Legionów[43].

## Listopad
1 listopada
- Naczelnik Państwa i Naczelny Wódz, marszałek Polski Józef Piłsudski pozostawił generała broni Tadeusza Rozwadowskiego Inspektora Armii Nr II i Generalnego Inspektora Jazdy na stanowisku Generalnego Inspektora Jazdy oraz mianował:

generała dywizji Lucjana Żeligowskiego Inspektorem Armii Nr II,
generała dywizji Karola Schuberta dowódcą Okręgu Korpusu Nr IX.
2 listopada
- W Równem zmarł pułkownik Rudolf Jan Antoni Ludwik Blum[44].

11 listopada
- W Modlinie generał dywizji Lucjan Żeligowski wręczył chorągiew 32 Pułkowi Piechoty[45].

22 listopada
- Marszałek Polski Józef Piłsudski wręczył chorągiew 6 Pułkowi Piechoty Legionów[46].

## Grudzień
9 grudnia
- Wręczono chorągiew 11 Pułkowi Piechoty[47].

11 grudnia
- Gabriel Narutowicz przyjął urząd Prezydenta Rzeczypospolitej i został zaprzysiężony. Zgodnie z art. 46 konstytucji marcowej został „najwyższym zwierzchnikiem sił zbrojnych Państwa”.

16 grudnia
- W warszawskiej galerii „Zachęta” został zastrzelony Prezydent RP Gabriel Narutowicz.
- Marszałek Sejmu Maciej Rataj, w zastępstwie Prezydenta RP, mianował szefa Sztabu Generalnego generała dywizji Władysława  Sikorskiego prezesem Rady Ministrów i ministrem spraw wewnętrznych[48].
- Minister spraw wojskowych generał dywizji Kazimierz Sosnkowski, w porozumieniu z Radą Ministrów, powołał marszałka Józefa Piłsudskiego czasowo na stanowisko szefa Sztabu Generalnego[49].

17 grudnia
- W związku ze śmiercią Prezydenta RP, minister spraw wojskowych generał dywizji Kazimierz Sosnkowski wydał rozkaz do armii, w którym polecił, na znak żałoby, wywiesić na gmachach wojskowych chorągwie o barwach państwowych, opuszczone do połowy masztu oraz nakazał oficerom noszenie przez sześć tygodni przepaski krepowej na lewym ramieniu[50].